# William Middleton (Bischof)
William Middleton († 31. August oder 1. September 1288 in Terling, Essex) war ein englischer Geistlicher. Ab 1278 war er Bischof von Norwich.

## Herkunft und Aufstieg als Geistlicher
Die Herkunft von William Middleton ist ungeklärt. Nach späteren Angaben stammte er aus einem der Middleton genannten Dörfer im County Durham. Angeblich hatte Middleton wohl an der Universität Oxford im Römischen Recht einen Abschluss als Doktor gemacht. In Oxford war er auch gegen Ende der Herrschaft von König Heinrich III. Archidiakon. Seine weitere Karriere machte er im Dienst von Robert Kilwardby, der ab 1272 Erzbischof von Canterbury war. Vor Oktober 1273 wurde Middleton Offizial, also Vertreter des Erzbischofs. Dazu erhielt er eine Pfründe an der Londoner St Paul’s Cathedral. Von März 1274 bis 1278 war er auch Generalvikar des Erzbistums Canterbury, dazu war ab Dezember 1274 als Vertreter für die vakante Diözese Bath und Wells zuständig. Im Oktober 1275 stieg er zum Archidiakon von Canterbury auf. Dazu stand er auch mehrfach im Dienst des Königs, unter anderem im August 1277 als Gesandter beim französischen König. Nachdem Robert Kilwardby im Juni 1278 als Erzbischof zurückgetreten war, wurde Middleton von König Eduard I. zu einem der Verwalter der Temporalien des Erzbistums ernannt.

## Bischof von Norwich

### Wahl zum Bischof
Bereits am 24. Februar 1278 war Middleton zum Bischof der Diözese Norwich gewählt worden. Am 6. März hatte König Eduard I. die Wahl bestätigt und ihm am 16. März die Temporalien übergeben. Am 29. Mai wurde Middleton in Lambeth zum Bischof geweiht, ehe er am 28. November 1278 in Norwich inthronisiert wurde. In Anwesenheit von Eduard I. und von Königin Eleonore weihte er am 4. Dezember die während einer Revolte 1272 schwer beschädigte Kathedrale von Norwich erneut.

### Verhältnis zu Erzbischof Pecham
Middleton hatte ein schwieriges Verhältnis zum neuen Erzbischof John Pecham. Allerdings übergab er Pecham auch nur zögerlich £ 400, die er während der Verwaltung der Temporalien von Canterbury eingenommen hatte und die damit dem neuen Erzbischof zustanden. 1281 führte Pecham als Metropolit eine Visitation der Diözese Norwich durch. Dabei warf er Middleton vor, den Dekanen seiner Diözese nicht alle Einkünfte weiterzuleiten, die er für sie erhob. Andererseits erfüllte Middleton anscheinend pflichtbewusst seine Aufgaben als Bischof. Er war der erste Bischof von Norwich, der 1279 eine Visitation aller Klöster und Pfarreien der Diözese unternommen hatte. Dazu sorgte er, dass das Frauenkloster Flixton eine Fassung ihrer Statuten auf anglonormannisch erhielt. Als der Prior von Flitcham Priory erkrankte, ernannte er einen Koadjutor. Weiter gewährte er zahlreichen Stiftern Ablässe. 
Ostern 1282 kam es zu einem gemeinsamen Protest der Suffraganbischöfe der Kirchenprovinz Canterbury. Die Bischöfe wandten sich gegen Pecham, der bei Visitationen seine Befugnisse überschritten haben soll, und gegen Eingriffe des kirchlichen Gerichtshofs von Canterbury in die Gerichtsbarkeit der einzelnen Diözesen. Der Erzbischof setzte daraufhin eine Kommission ein, die diese Vorwürfe untersuchen sollte. Middleton saß dieser Kommission vor und hatte wohl maßgeblichen Einfluss daran, dass ein Kompromiss erreicht wurde, wobei der Erzbischof dabei den Bischöfen sehr entgegenkam. Middleton schrieb nun dem exkommunizierten Bischof Thomas von Hereford, der sich am Papsthof aufhielt, und forderte ihn vergeblich zur Rückkehr nach England auf, um sich mit Pecham zu versöhnen. Die Einigung mit Pecham war jedoch nur von kurzer Dauer. Schon bald wurden weitere Vorwürfe gegen den Erzbischof erhoben. Im August 1282 wandte sich Middleton wegen verschiedener Vorwürfe an Pecham, der ihm entgegnete, dass er sein volles Vertrauen hätte. Zugleich tadelte er ihn aber auch leicht, indem er Middleton anhielt, nicht zuungunsten des Erzbistums Canterbury zu handeln. Obwohl er damit Pecham nachgeben musste, behielt Middleton sein Ansehen als Vermittler. Schon 1278 hatte er erfolgreich zwischen den Bischöfen Thomas von Hereford und Enion II von St Asaph vermittelt. 1279 sollte er in einem Konflikt zwischen dem schottischen König Alexander III. und Bischof Robert von Durham. 1288 vermittelte er zwischen Erzbischof John le Romeyn von York und dem Dekan von York Minster.

### Konflikt mit der königlichen Justiz von 1285 bis 1286
Während des Parlaments zu Ostern 1285 beschwerten sich die Bischöfe, dass königliche Richter kirchliche Richter behindern würden. Daraufhin erließ der König einen Erlass mit einer langen Auflistung von Streitpunkten, die nach dem Common Law in die Zuständigkeit der königlichen Richter fielen. Den kirchlichen Richtern verbot er damit, sich mit diesen Fällen zu befassen. In der Diözese Norwich kam es zu einer Zuspitzung des Konflikts, wo bislang die kirchlichen Richter weitgehende Befugnisse hatten. Als die königliche Bekanntmachung in Norwich von Geistlichen verspottet wurde, griffen die königlichen Richter hart durch. Zahlreiche Geistliche mussten sich vor dem King’s Bench verantworten, und von Januar bis September 1286 hielten königliche Richter Gerichtsverhandlungen in Norfolk ab. Die Proteste der Geistlichen dagegen blieben erfolglos. Daraufhin beschwerten sich im Herbst 1286 zahlreiche Prälaten beim König, dass besonders in Norfolk die Kirche unterdrückt würde. Überraschend bot Middleton dann jedoch an, eine Strafe von 1000 Mark zu zahlen, wenn dafür Geistliche nicht weiter belangt würden, dass sie in die königliche Gerichtsbarkeit eingegriffen hätten.

### Seneschall der Gascogne
Anfang 1287 reiste Middleton in die Gascogne, anscheinend, um dem sich dort aufhaltenden König das Geld zu übergeben, dass er zur Strafe zahlen wollte. In Südwestfrankreich setzte ihn der König als Seneschall von Guyenne ein. Dieses Amt übte er mit einer kurzen Unterbrechung 18 Monate lang aus. Im Juli 1287 saß er einem Gericht vor, dass den früheren Seneschall Jean de Grailly wegen Amtsmissbrauch verurteilte. Middleton festigte seinen Ruf als Vermittler, als es ihm gelang, einen Ausgleich zwischen den Cinque Ports und der Stadtverwaltung von Bordeaux über die Zölle zu schließen, die englische Händler in Bordeaux zahlen sollten. Dazu war er während seiner Amtszeit in der Gascogne für seine Gastfreundschaft bekannt. Middleton verließ die Gascogne nach dem 15. Juni 1288 und war vor dem 10. August wieder in England. Nur wenige Wochen später starb er auf einem bischöflichen Gut in Essex. Er wurde in der Lady Chapel der Kathedrale von Norwich beigesetzt.